# NGC 7759
NGC 7759 ist eine Linsenförmige Galaxie vom Hubble-Typ SB0 im Sternbild Wassermann auf der Ekliptik. Sie ist schätzungsweise 330 Millionen Lichtjahre von der Milchstraße entfernt und hat einen Durchmesser von etwa 125.000 Lichtjahren. Gemeinsam mit PGC 72499 bildet sie ein interaktives Galaxienpaar. 

Im selben Himmelsareal befinden sich die Galaxien NGC 7754 und NGC 7763.
Das Objekt wurde am 28. November 1885 von Francis Leavenworth entdeckt.